# فیات سی.۲۹
فیات سی. ۲۹ (به انگلیسی: Fiat_C.29) یک هواگرد ملخ‌پیشین تک‌موتوره از نوع هواپیمای آب‌نشین ساخت شرکت Fiat Aviazione است. هواگرد فیات سی. ۲۹ نخستین پروازش را در ژوئن ۱۹۲۹ میلادی انجام داد. در مجموع، تعداد ۳ فروند از این هواگرد ساخته شده‌است.
طراح این هواگرد، Celestino Rosatelli بود.